# Zuid-Waddinxveen
Zuid-Waddinxveen là một khu tự quản cũ thuộc tỉnh Zuid-Holland, Hà Lan. Địa giới của khu tự quản bao gồm nửa phía nam của làng Waddinxveen hiện nay.
Khu tự quản này tồn tại từ năm 1817 đến năm 1870, khi được sáp nhập với Noord-Waddinxveen.